# 福井県水墨画協会
福井県水墨画協会 （ふくいけんすいぼくがきょうかい）は、福井市出身の国際的水墨画家である渡辺悟仙らによって1975年（昭和50年）4月に設立された水墨画団体。福井県文化協議会加入。協会設立の年から毎年、「日本南画院」の主要研究会（全国に11つ）として「福井県水墨画協会展」を開催している。会員総数約140名。

## 設立目的の概略
- 東洋美術の精神に基づき、伝統的日本独自の水墨画を中核とした新しい日本画の研究と、地方文化の発展に寄与する。
- 会員の人格向上や会員相互の親睦と融和をはかる。[1]

## 組織構成
名誉顧問 - 顧問 - 会長 - 副会長 - 常務理事 - 事務局長 - 理事 - 無鑑査 - 一般会員

## 歴代会長
- 第一代 - 渡辺悟仙
- 第二代 - 渡辺堂仙 （社団法人日本南画院理事・堂仙会主宰・渡辺悟仙の実兄）

## 福井県水墨画協会事務局
〒918-8035　福井県福井市江守の里2-414
蒼い蒼い青空